# Торгало Олег Леонідович
Оле́г Леоні́дович Торга́ло (нар. 27 грудня 1972, Київ) — галерист, продюсер, телеведучий, колекціонер, меценат. Засновник мережі художніх галерей «Раритет-Арт» (2002; Київ, Україна), її філіалу Global Rarity Art Ltd. (2006—2009; Лондон, Велика Британія) та телеканалу «Роса ТБ» (2013). Голова Міжнародного благодійного фонду «Вільний птах» (2014). Голова товариства «Україна-Індія» (з 2021).

## Біографія
Навчався у с/ш № 69 м. Києва (1979—1989). Пройшов військову службу (1991—1992). Закінчив Міжрегіональну академію управління персоналом (1998). Працював приватним підприємцем (1994—2002), в мережі галерей «Раритет-Арт» (з 2002, власник), на телеканалі «Роса ТБ» (з 2013, провідний продюсер), освітньому центрі «Роса Веда» (з 2015, засновник), товаристві «Україна-Індія» (з 2021, голова правління). Мешкає у Києві.

## Художня діяльність

### «Золото скіфських царів»
Виставка «Золото скіфських царів» («Мистецький арсенал», 2009—2010) представила найбільшу в світі колекцію скіфського царського золота. Зібрання представляло приватну частину Музейного фонду України. Власниками коштовностей були колекціонери Мохаммад Захур, Богдан Шевчук і Сергій Бубка. Це єдина колекція в світі, що зібрала одразу чотири золоті пекторалі. Окрім археологічних артефактів, в рамках проекту були показані серії скульптур дохристиянських богів «Коло Свароже» різця Анатолія Куща, найбільша картина Європи «Хроніки України» (150 м2, 1700 історичних портретів) та фотовиставка Пітера Ліка.

### Акції національного масштабу
«Раритет-Арт» ексклюзивно представляла творчість Нікаса Сафронова в Україні. Були організовані вернісажі художника у Києві (InterContinental Hotel Kyiv, 2009) й Одесі (Морська арт-галерея, 2009). Тематична виставка «Любов, комсомол і весна»  в рамках проекту «Art-Expo 2011 Ukraine» (Український дім) була приурочена до 100-річчя Міжнародного жіночого дня. Частиною заходу стала фотовиставка під егідою ООН, а також вручення призу «Муза України» Аді Роговцевій та Тетяні Голембієвській.
Експозиція «Загадкова Індія» (Національний музей літератури України, 2011) присвячувалася індійській культурі. Вперше у виставковій практиці столиці застосовувалися світлові ефекти тисяч проектуючих пливучих фотографій. Мережа художніх галерей виступила генеральним партнером й представником виставкового проекту «Самураї. Art of war» (2013), присвяченого культурним традиціям і мистецтву Японії. Були виставлені всі види самурайської зброї, обладунки XVI—XIX ст., предмети побуту, повсякденний одяг, мистецтво й поезія самураїв від Середньовіччя до їх останніх днів. Велика ретроспективна виставка провідних кримських художників експонувалися у Центрі сучасного мистецтва М17 (2013). Виставлялися картини з 1930-х рр. до сучасності.
«Раритет-Арт» організувала монументальний розпис стелі будівлі Верховного Суду України художниками Олексієм Кулаковим і Наталією Папірною (2007, близько 300 м2).

## Колекція
Колекціонувати почав з 2002. Основу колекції складають твори малярства (з 2002; понад 200 картин). Представлені радянський плакат (з 2008; близько 500 плакатів) й скульптура. Зібрання агітаційної порцеляни (з 1998; близько 100 робіт). Значна збірка предметів раннього християнства (з 2005). Колекційна добірка натільних хрестів (з 2005; понад 50 одиниць).[джерело?]
Малярство охоплює імена Віктора Ковтуна, Василя Гуріна, Леоніда Заборовського, Олексія Кулакова, Нікаса Сафронова. Основний малярський жанр — пейзаж і його види (марина; міський пейзаж — ведута й індустріальний; сільський пейзаж). Представлені всі мистецькі центри України, центральне значення належить кримським художникам.
Серед імен скульпторів — Анатолій Кущ, Віктор Липовка. Скульптурні композиції носять станковий характер.
Зібрання Олега Торгало публічне, регулярно представлене на окремих і групових виставках у Києві та інших містах країни. Його основна частина знаходиться у постійній експозиції головної галереї. Книжкова й періодична література про колекцію включає альбом і публікації у журналах «Українська культура», «Muza-ua», «Travel News». Існують статті про окремі картини, що перебували у власності збирача.

## Телепрограми, фільмографія, літературна діяльність
Брав участь в інтерв'ю, передачах і ток-шоу на центральних каналах українського телебачення. Прозвучали теми «Мудрість у кризовому суспільстві» («Свобода думки з Назіпом Хамітовим»), сюжет про арт-ринок України у прямому ефірі телеканалу 112.
Як герой фільму знявся у документальних і художньому фільмах.
1. Навіщо людині мистецтво? (Роса ТБ, 2014; режисер Василь Рибальченко). Фільм демонструвався на фестивалі «Киноглаз» (2014, Серпухов, РФ)[23]. На кінофестивалі «Independent Star» (2015, Таррагона, Іспанія — Київ, Україна) стрічка нагороджена як найкращий документальний фільм[24].
2. Старий Єрусалим. Олександрівське обійстя (Роса ТБ, 2014).
3. Вісім (2014, режисер Олександр Шапіро).

Олег Торгало є автором статей, опублікованих у журналах «Individual Service», «Travel News» і «Muza-ua».

## Благодійність
За ініціативою Олега Торгало мережа художніх галерей «Раритет-Арт» регулярно проводить благодійні акції. Аукціон у Київському міському будинку учителя був організований на підтримку встановлення в Оттаві (Канада) пам'ятника Тарасу Шевченкові, завершивши всеукраїнську виставкову акцію «Дослідження українськими художниками шляхів Тарасової долі» (2008).
О. Торгало є засновником Міжнародного благодійного фонду «Вільний птах» (2014). Мережа галерей «Раритет-Арт» є співорганізатором щорічного благодійного аукціону «Художники — дітям» для Науково-практичного медичного центру дитячої кардіології та кардіохірургії МОЗ України (з 2010, Київ). Також проводяться аукціони на підтримку дитячих будинків. 

### Статті
1. Торгало О. [Искусство портрета] // Individual Service. — 2009. — № 11. — С. 38—48. (рос.)
2. Торгало О. Скульптура, или искусство ценить немеркнущую красоту истинных шедевров // Individual Service. — 2009. — № 12. — С. 56—63. Також: Travel News. — 2009. — № 9—10. — С. 118—127. (рос.)
3. Торгало О. Мастера портрета // Travel News. — 2010. — № 2—3. — С. 92—101. (рос.)
4. Торгало О. Мировой феномен: выставка уникального скифского золота, принадлежавшего царям // Individual Service. — 2010. — № 3. — С. 38—41. Також: Travel News. — 2010. — № 4—5. — С. 96—99. (рос.)
5. Торгало О. Притча о Будде и оскорблении // Muza-ua. — 2012. — № 9. — С. 100—101. (рос.)

### Інтерв'ю
1. Красота спасет капитал, или Инвестиции в прекрасное / интервью [с О. Торгалом вела] Д. Гордашникова // Zефир. — 2008. — № 12. — С. 78. (рос.)
2. Розквіт «золотого» мистецтва / [інтерв'ю з О. Торгалом вела] Н. Третяк // Українська культура. — 2008. — № 1. — С. 26—27.
3. Без фальши / [интервью с О. Торгалом] // Zефир. — 2009. — № 7—8. — С. 104—105. (рос.)
4. «Каждый человек получает то, что заслуживает» / [разговор с О. Торгалом вела] С. Фадеева // Портмоне. — 2009. — № 15. — С. 1, 6—7. (рос.)
5. Красота увеличит капитал или альтернативные инвестиции / [интервью с О. Торгалом] // Brilliance House. — 2009. — № 5. — С. 12—13. (рос.)
6. Олег Торгало: искусство облагораживает жизнь и волнует сердца / беседу [с О. Торгалом] вела О. Безрукова // Travel News. — 2009. — № 7—8. (рос.)
7. Богемный бизнес / [интервью с О. Торгалом вел] А. Туркин // Портмоне. — 2009. — № 24. — С. 7, 16. (рос.)
8. Искусство и духовность. Беседа с Олегом Торгало, владельцем галереи «Раритет-Арт» // Muza-ua. — 2010. — № 1. — С. 70—74. (рос.)
9. Золото скифских царей / [интервью с О. Торгалом] // Zефир. — 2010. — № 4. (рос.)
10. По дороге к себе / текст [интервью с О. Торгалом] Е. Рог // Fashion News. — 2010. — № 7—8. — С. 40—49. (рос.)
11. Духовные раритеты / текст [интервью с О. Торгалом] А. Хоменко // Публичные люди. — 2011. — № 5. — С. 110—112. (рос.)
12. Искусство здоровой жизни / [интервью с О. Торгалом] // Muza-ua. — 2011. — № 5. — С. 52—55. (рос.)
13. [10-летний юбилей «Раритет-Арт». Разговор с основателем сети галерей О. Торгало] / беседу [с О. Торгалом] вела Я. Русакевич // Muza-ua. — 2012. — № 7. — С. 20—23. (рос.)
14. Арт-рынок — самый точный барометр положения / [беседовала с О. Торгалом] М. Зимина // Уикенд 2000. — 2012. — № 42. — С. 6. (рос.)